# Morti nel 1940
| Questa pagina contiene informazioni ricavate automaticamente dalle voci biografiche con l'ausilio del template Bio e di un bot. L'aggiornamento è periodico e automatico e ricostruisce completamente la pagina. Se manca una persona in questa lista, sei pregato di non aggiungerla, ma accertati piuttosto che la sua voce biografica contenga il template Bio e che i dati anagrafici siano correttamente compilati. Se il template Bio manca, inseriscilo tu stesso o, in alternativa, metti l'avviso {{tmp\|Bio}} che ne segnala la mancanza. Se i dati riportati sono sbagliati, correggi direttamente la voce biografica; le modifiche saranno visibili in questa lista entro pochi giorni. Per chiarimenti vedi il progetto biografie. La lista contiene solo le 1.002 persone che sono citate nell'enciclopedia e per le quali è stato implementato correttamente il template Bio. Pagina aggiornata al 18 ago 2025. |

## Gennaio(75)
- 1º gennaio - Margaret Elizabeth Buchanan, farmacista britannica (n. 1865)
- 1º gennaio - Jean Discart, pittore italiano (n. 1855)
- 1º gennaio - Domenico Ferri, pittore italiano (n. 1857)
- 1º gennaio - Yamauchi Fusajirō, imprenditore giapponese (n. 1859)
- 2 gennaio - Ben Chimberoff, ginnasta e multiplista statunitense (n. 1874)
- 2 gennaio - Albert Richter, ciclista su strada e pistard tedesco (n. 1912)
- 2 gennaio - Birger Wasenius, pattinatore di velocità su ghiaccio finlandese (n. 1911)
- 2 gennaio - István Énekes, pugile ungherese (n. 1911)
- 3 gennaio - Augusto Béguinot, botanico italiano (n. 1875)
- 3 gennaio - René Jules Thion de la Chaume, schermidore francese (n. 1877)
- 4 gennaio - Flora Finch, attrice inglese (n. 1867)
- 4 gennaio - Manuel González García, vescovo cattolico spagnolo (n. 1877)
- 4 gennaio - Umberto Monterin, climatologo italiano (n. 1887)
- 4 gennaio - Konrad Weiß, scrittore tedesco (n. 1880)
- 7 gennaio - Angelo Passerini, imprenditore e politico italiano (n. 1853)
- 8 gennaio - Eduard Reimoser, aracnologo austriaco (n. 1864)
- 8 gennaio - Igino Benvenuto Supino, storico dell'arte e pittore italiano (n. 1858)
- 9 gennaio - Paolo Baratta, pittore italiano (n. 1874)
- 9 gennaio - Eligio Giacopini, militare italiano (n. 1892)
- 10 gennaio - Enrico Alfano, mafioso italiano (n. 1870)
- 10 gennaio - Guglielmo Braconcini, attore, regista e produttore cinematografico italiano (n. 1889)
- 10 gennaio - Roy Gardner, criminale statunitense (n. 1884)
- 10 gennaio - Walter Hempel, calciatore tedesco (n. 1887)
- 11 gennaio - Franciszek Rogaczewski, presbitero polacco (n. 1892)
- 11 gennaio - Gustav Schlegel, calciatore svizzero (n. 1912)
- 12 gennaio - Werner Spalteholz, anatomista tedesco (n. 1861)
- 12 gennaio - Maude Turner Gordon, attrice statunitense (n. 1868)
- 13 gennaio - Pio Bolzon, botanico italiano (n. 1867)
- 14 gennaio - Howard Spencer, calciatore inglese (n. 1875)
- 15 gennaio - Gaudenzio Fantoli, ingegnere e politico italiano (n. 1867)
- 15 gennaio - Vilis Plūdons, poeta lettone (n. 1874)
- 15 gennaio - Otto Rippert, regista e attore tedesco (n. 1869)
- 16 gennaio - Norman Bingley, velista britannico (n. 1863)
- 16 gennaio - Ugo Franceschi, baritono e compositore italiano (n. 1852)
- 16 gennaio - Émile-Félix Gautier, geografo e etnografo francese (n. 1864)
- 17 gennaio - Robert Schiff, chimico tedesco (n. 1854)
- 17 gennaio - Giuseppe Sturani, direttore d'orchestra italiano (n. 1855)
- 18 gennaio - Hon'inbō Shūsai, giocatore di go giapponese (n. 1874)
- 18 gennaio - Jonas Lie, pittore norvegese (n. 1880)
- 18 gennaio - Kazimierz Przerwa-Tetmajer, poeta, scrittore e giornalista polacco (n. 1865)
- 19 gennaio - William Borah, politico statunitense (n. 1865)
- 19 gennaio - Djelloul Ben Lakhdar, militare algerino (n. 1856)
- 19 gennaio - Marie-Louise Martin, monaca cristiana francese (n. 1860)
- 20 gennaio - Francis Elliot, diplomatico inglese (n. 1851)
- 20 gennaio - Albin Lermusiaux, mezzofondista, maratoneta e tiratore a segno francese (n. 1874)
- 20 gennaio - Gustavo Nicastro, ammiraglio e politico italiano (n. 1869)
- 21 gennaio - Giuseppina Arcucci, religiosa italiana (n. 1860)
- 21 gennaio - Cristoforo di Grecia, principe greco (n. 1888)
- 21 gennaio - John Duha, ginnasta e multiplista statunitense (n. 1875)
- 21 gennaio - Einar Benediktsson, poeta e avvocato islandese (n. 1864)
- 21 gennaio - Geoffrey Hall-Say, pattinatore artistico su ghiaccio britannico (n. 1864)
- 21 gennaio - Otis Harlan, attore e doppiatore statunitense (n. 1865)
- 21 gennaio - Camillo Ricchiardi, militare, avventuriero e giornalista italiano (n. 1865)
- 22 gennaio - Edwin Carewe, regista, attore e produttore cinematografico statunitense (n. 1883)
- 23 gennaio - Fred Huseman, lottatore statunitense (n. 1876)
- 23 gennaio - Giuseppe Motta, avvocato, politico e notaio svizzero (n. 1871)
- 24 gennaio - Alfred Schneidau, crickettista e calciatore inglese (n. 1867)
- 24 gennaio - Emanuele Soler, geodeta e politico italiano (n. 1867)
- 24 gennaio - Fritz de Quervain, chirurgo svizzero (n. 1868)
- 25 gennaio - Célestin Bouglé, sociologo e filosofo francese (n. 1870)
- 25 gennaio - Léon Frédéric, pittore belga (n. 1856)
- 25 gennaio - Ernesto Pascal, matematico italiano (n. 1865)
- 25 gennaio - Ugo Ricci, giornalista e scrittore italiano (n. 1875)
- 27 gennaio - Isaak Ėmmanuilovič Babel', giornalista, drammaturgo e scrittore sovietico (n. 1894)
- 28 gennaio - Antonino Callari, avvocato e politico italiano (n. 1882)
- 28 gennaio - Alessandro Lattes, giurista e storico italiano (n. 1858)
- 28 gennaio - Mirsaid Sultan-Galiev, giornalista e rivoluzionario russo (n. 1892)
- 29 gennaio - Nedo Nadi, schermidore, maestro di scherma e dirigente sportivo italiano (n. 1894)
- 29 gennaio - Adam Zamenhof, medico e esperantista polacco (n. 1888)
- 29 gennaio - Pietro d'Orléans-Braganza, principe brasiliano (n. 1875)
- 31 gennaio - George Latimer Bates, ornitologo, botanico e naturalista statunitense (n. 1863)
- 31 gennaio - Gunnar Dahl, calciatore norvegese (n. 1900)
- 31 gennaio - Justí Guitart i Vilardebó, vescovo cattolico spagnolo (n. 1875)
- 31 gennaio - Susana Paz Castillo Ramírez, religiosa venezuelana (n. 1863)
- 31 gennaio - René Schickele, scrittore tedesco (n. 1883)

## Febbraio(61)
- 1º febbraio - George de Bothezat, ingegnere e matematico rumeno (n. 1882)
- 1º febbraio - Nicodemo Del Vasto, magistrato e politico italiano (n. 1875)
- 1º febbraio - Heinrich von Handel-Mazzetti, botanico austriaco (n. 1882)
- 1º febbraio - Emidio Martini, grecista, filologo classico e bibliotecario italiano (n. 1853)
- 1º febbraio - Philip Francis Nowlan, scrittore statunitense (n. 1888)
- 1º febbraio - Rosolino Poggi, generale italiano (n. 1863)
- 2 febbraio - Cleonte Chinarelli, scultore e decoratore italiano (n. 1862)
- 2 febbraio - Albert Courquin, calciatore francese (n. 1898)
- 2 febbraio - Carl Grünberg, filosofo, sociologo e economista tedesco (n. 1861)
- 2 febbraio - Vsevolod Ėmil'evič Mejerchol'd, regista russo (n. 1874)
- 3 febbraio - David Hammond, pallanuotista e nuotatore statunitense (n. 1881)
- 4 febbraio - Nikolaj Ivanovič Ežov, politico e militare sovietico (n. 1895)
- 4 febbraio - Leone Andrea Maggiorotti, militare italiano (n. 1860)
- 5 febbraio - Francesco Ciarlantini, giornalista, scrittore e politico italiano (n. 1885)
- 5 febbraio - Sofija Rusova, pedagoga, scrittrice e attivista ucraina (n. 1856)
- 7 febbraio - Gaetano Ronzoni, medico italiano (n. 1878)
- 8 febbraio - Lewis Thomas Wattson, presbitero statunitense (n. 1863)
- 10 febbraio - Alfredo Dentice di Frasso, ammiraglio, imprenditore e politico italiano (n. 1873)
- 10 febbraio - Ellen Gates Starr, attivista e educatrice statunitense (n. 1859)
- 10 febbraio - Luigi Serra, storico dell'arte, critico d'arte e museologo italiano (n. 1881)
- 11 febbraio - John Buchan, romanziere, poeta e politico scozzese (n. 1875)
- 11 febbraio - Ellen Day Hale, pittrice statunitense (n. 1855)
- 11 febbraio - Gunnar Höckert, mezzofondista finlandese (n. 1910)
- 11 febbraio - Elizabeth Peckham, aracnologa, entomologa e naturalista statunitense (n. 1854)
- 12 febbraio - Agatino Amantia, economista e editore italiano (n. 1890)
- 12 febbraio - Ivan Ivanovič Gorbunov-Posadov, poeta, editore e pedagogista russo (n. 1864)
- 12 febbraio - Hermann Kantorowicz, giurista tedesco (n. 1877)
- 12 febbraio - Philip Tomalin, crickettista e dirigente sportivo francese (n. 1856)
- 13 febbraio - Eduard Schwartz, filologo classico tedesco (n. 1858)
- 15 febbraio - Victor Augustin Dupain, farmacista e micologo francese (n. 1857)
- 15 febbraio - Valerij Ivanovič Glivenko, matematico, logico e statistico sovietico (n. 1896)
- 15 febbraio - Ernesto Lugaro, psichiatra italiano (n. 1870)
- 15 febbraio - J. H. Rosny aîné, scrittore, saggista e filosofo belga (n. 1856)
- 15 febbraio - Otto Toeplitz, matematico tedesco (n. 1881)
- 16 febbraio - Isidore-Marie-Joseph Dumortier, vescovo cattolico e missionario francese (n. 1869)
- 16 febbraio - Ladislaus Hollós, botanico e micologo ungherese (n. 1859)
- 17 febbraio - Julius Paulsen, pittore danese (n. 1860)
- 17 febbraio - Antoni Wilk, insegnante e astronomo polacco (n. 1876)
- 19 febbraio - August Borchard, chirurgo tedesco (n. 1864)
- 19 febbraio - Ljubomir Davidović, politico jugoslavo (n. 1863)
- 19 febbraio - Ettore Fronzi, arcivescovo cattolico italiano (n. 1867)
- 20 febbraio - Clarence Lidington, ginnasta e multiplista statunitense (n. 1880)
- 20 febbraio - George Periolat, attore statunitense (n. 1874)
- 20 febbraio - Leon Sternbach, filologo classico e bizantinista polacco (n. 1864)
- 22 febbraio - Eugène Laermans, pittore belga (n. 1864)
- 22 febbraio - Franz Karl Marenzi von Tagliuno und Talgate, generale austro-ungarico (n. 1859)
- 23 febbraio - Victor Léon, librettista e scrittore austriaco (n. 1858)
- 24 febbraio - Ascensión Nicol Goñi, religiosa spagnola (n. 1868)
- 25 febbraio - Pentti Tevä, aviatore e militare finlandese (n. 1907)
- 25 febbraio - Maria Anna d'Asburgo-Teschen, nobildonna austriaca (n. 1882)
- 26 febbraio - Washington Borg, commediografo maltese (n. 1866)
- 26 febbraio - Michael Hainisch, politico austriaco (n. 1858)
- 26 febbraio - Nicolae Tonitza, pittore, giornalista e critico d'arte rumeno (n. 1886)
- 27 febbraio - Peter Behrens, architetto e designer tedesco (n. 1868)
- 27 febbraio - Francis Charles Robert Jourdain, ornitologo britannico (n. 1865)
- 27 febbraio - Paolo Ravazzoli, politico e sindacalista italiano (n. 1894)
- 28 febbraio - Alexandre Besredka, biologo e immunologo ucraino (n. 1870)
- 28 febbraio - Arnold Dolmetsch, musicista francese (n. 1858)
- 28 febbraio - Emmanuel Hanisch, missionario e vescovo cattolico tedesco (n. 1882)
- 29 febbraio - Aage di Rosenborg, principe danese (n. 1887)
- 29 febbraio - Edward Frederic Benson, scrittore inglese (n. 1867)

## Marzo(82)
- 1º marzo - A. H. Tammsaare, scrittore estone (n. 1878)
- 1º marzo - Martti Marttelin, maratoneta finlandese (n. 1897)
- 2 marzo - Manne Heinonen, cestista finlandese (n. 1911)
- 2 marzo - Ricardo Miró, poeta panamense (n. 1883)
- 3 marzo - Karl Muck, direttore d'orchestra tedesco (n. 1859)
- 4 marzo - Hamlin Garland, romanziere e saggista statunitense (n. 1860)
- 4 marzo - Alberto Felice Marenghi-Marenco, generale, aviatore e militare italiano (n. 1873)
- 5 marzo - Cai Yuanpei, filosofo, politico e esperantista cinese (n. 1868)
- 5 marzo - Maxine Elliott, attrice, manager e direttrice teatrale statunitense (n. 1868)
- 5 marzo - Toyoji Takahashi, calciatore giapponese (n. 1915)
- 6 marzo - Else Lehmann, attrice teatrale tedesca (n. 1866)
- 7 marzo - Edwin Markham, poeta e docente statunitense (n. 1852)
- 8 marzo - Rosolino Colella, politico e psichiatra italiano (n. 1864)
- 8 marzo - Vincenzo Giuffrida, politico italiano (n. 1878)
- 8 marzo - David Lindsay, XXVII conte di Crawford, politico britannico (n. 1871)
- 8 marzo - Philip Lonergan, sceneggiatore statunitense (n. 1887)
- 8 marzo - Masako, principessa Takeda, principessa giapponese (n. 1888)
- 9 marzo - Martti Uosikkinen, ginnasta finlandese (n. 1909)
- 10 marzo - Michail Afanas'evič Bulgakov, scrittore e drammaturgo russo (n. 1891)
- 10 marzo - Agnes von Krusenstjerna, scrittrice svedese (n. 1894)
- 10 marzo - Edoardo Maragliano, medico italiano (n. 1849)
- 10 marzo - Olivier Mazel, generale francese (n. 1858)
- 11 marzo - Diego Manzocchi, aviatore italiano (n. 1912)
- 12 marzo - Romualdo Ghiglione, ginnasta italiano (n. 1891)
- 12 marzo - Luigi Orione, presbitero italiano (n. 1872)
- 12 marzo - Domenico Zaccagna, geologo e mineralogista italiano (n. 1851)
- 13 marzo - Paul Desjardins, insegnante e giornalista francese (n. 1859)
- 13 marzo - Gustav Frederik Holm, esploratore e ufficiale danese (n. 1849)
- 13 marzo - La Jana, danzatrice e attrice austriaca (n. 1905)
- 13 marzo - Kel Marubi, fotografo albanese (n. 1870)
- 13 marzo - Kenshi Nagai, militare e compositore giapponese (n. 1865)
- 14 marzo - Ugo Attico Fioretti, funzionario e politico italiano (n. 1873)
- 14 marzo - Paul Lemoine, geologo francese (n. 1878)
- 14 marzo - Heinrich Lübbe, ingegnere e inventore tedesco (n. 1884)
- 14 marzo - Gabriele Possanner, medico austriaco (n. 1860)
- 14 marzo - Florimond Marie Van Acker, pittore belga (n. 1858)
- 15 marzo - Nae Ionescu, filosofo, logico e giornalista romeno (n. 1890)
- 15 marzo - Robert Leffler, attore cinematografico, regista e cantante lirico tedesco (n. 1866)
- 15 marzo - Cesare Zoppetti, attore italiano (n. 1876)
- 16 marzo - Alfred Douglas-Hamilton, XIII duca di Hamilton, nobile scozzese (n. 1862)
- 16 marzo - Thomas Little Heath, matematico e traduttore inglese (n. 1861)
- 16 marzo - Selma Lagerlöf, scrittrice svedese (n. 1858)
- 16 marzo - Mura, scrittrice e giornalista italiana (n. 1892)
- 16 marzo - Samuel Untermyer, avvocato statunitense (n. 1858)
- 16 marzo - Andrea Zotti, aviatore italiano (n. 1905)
- 17 marzo - Ali bey Huseynzade, scrittore, filosofo e artista azero (n. 1864)
- 17 marzo - Giuseppe Bonandrini, poeta italiano (n. 1867)
- 17 marzo - Giulio Cesare Vinzio, pittore italiano (n. 1881)
- 18 marzo - Gusztáv Károly Majláth, arcivescovo cattolico ungherese (n. 1864)
- 18 marzo - Roderic O'Conor, pittore e incisore irlandese (n. 1860)
- 19 marzo - Camilla Del Soldato, scrittrice e traduttrice italiana (n. 1862)
- 20 marzo - Alfred Ploetz, medico e biologo tedesco (n. 1860)
- 21 marzo - Ulisse Gobbi, economista e matematico italiano (n. 1859)
- 21 marzo - Felice Nazzaro, pilota automobilistico italiano (n. 1881)
- 22 marzo - David Samuel Margoliouth, orientalista britannico (n. 1858)
- 23 marzo - Dimităr Stančov, diplomatico e politico bulgaro (n. 1863)
- 24 marzo - Édouard Branly, fisico francese (n. 1844)
- 26 marzo - Wilhelm Anderson, astrofisico tedesco (n. 1880)
- 26 marzo - Helene Böhlau, scrittrice tedesca (n. 1859)
- 26 marzo - Dan Koloff, wrestler, artista marziale misto e lottatore bulgaro (n. 1892)
- 26 marzo - Spyridōn Louīs, maratoneta greco (n. 1873)
- 26 marzo - Ching Morrison, calciatore irlandese (n. 1874)
- 26 marzo - Julij Michajlovič Šokal'skij, geografo, oceanografo e cartografo russo (n. 1856)
- 27 marzo - Madeleine Astor, socialite statunitense (n. 1893)
- 27 marzo - Pietro Buzzi, imprenditore italiano (n. 1879)
- 27 marzo - Wilhelm Kusserow, tedesco (n. 1914)
- 27 marzo - Michael Joseph Savage, politico neozelandese (n. 1872)
- 27 marzo - Andrea Torre, giornalista e politico italiano (n. 1866)
- 27 marzo - Walter Weston, presbitero e missionario inglese (n. 1860)
- 27 marzo - Emil Åberg, pittore, incisore e illustratore svedese (n. 1864)
- 28 marzo - Romeo Gregori, scultore italiano (n. 1900)
- 28 marzo - Adolfo Moltedo, militare italiano (n. 1894)
- 28 marzo - José María Salaverría, giornalista e scrittore spagnolo (n. 1873)
- 29 marzo - Aleksandr Sergeevič Obolenskij, aviatore e rugbista a 15 britannico (n. 1916)
- 30 marzo - Giuseppe Cava, poeta e scrittore italiano (n. 1870)
- 30 marzo - John Gilmour, politico e ufficiale scozzese (n. 1876)
- 30 marzo - Rinaldo Loy, militare italiano (n. 1894)
- 30 marzo - Walter Miller, attore statunitense (n. 1892)
- 31 marzo - Alice Abadam, attivista gallese (n. 1856)
- 31 marzo - Carlo Bugatti, ebanista, designer e politico italiano (n. 1855)
- 31 marzo - Augusto Fabbri, generale italiano (n. 1858)
- 31 marzo - Tinsley Lindley, calciatore inglese (n. 1865)

## Aprile(60)
- 1º aprile - John Atkinson Hobson, economista e saggista inglese (n. 1858)
- 2 aprile - Helen Fouché Gaines, crittologa statunitense (n. 1888)
- 2 aprile - József Majláth, nobile, politico e organista ungherese (n. 1858)
- 3 aprile - Josef Ponten, scrittore tedesco (n. 1883)
- 3 aprile - Ricardo Severo, architetto, ingegnere e archeologo portoghese (n. 1869)
- 4 aprile - Giuseppe Agnelli, bibliotecario e umanista italiano (n. 1856)
- 4 aprile - Gustav Goßler, canottiere tedesco (n. 1879)
- 5 aprile - Robert Maillart, ingegnere svizzero (n. 1872)
- 5 aprile - Jay O'Brien, bobbista statunitense (n. 1883)
- 5 aprile - Agostino Maria Trucco, economista italiano (n. 1865)
- 6 aprile - Giuseppe Sanarelli, igienista e politico italiano (n. 1864)
- 7 aprile - Cyrus Adler, orientalista statunitense (n. 1863)
- 7 aprile - William Faversham, attore inglese (n. 1868)
- 8 aprile - Gerard Broadmead Roope, militare inglese (n. 1905)
- 9 aprile - Mrs. Patrick Campbell, attrice inglese (n. 1865)
- 9 aprile - Marija Germanova, attrice e regista russa (n. 1883)
- 9 aprile - Rosa Newmarch, musicologa, critica musicale e traduttrice britannica (n. 1857)
- 9 aprile - Jean Verdier, cardinale e arcivescovo cattolico francese (n. 1864)
- 10 aprile - Friedrich Bonte, militare tedesco (n. 1896)
- 10 aprile - Bernard Warburton-Lee, militare britannico (n. 1895)
- 13 aprile - Pierre Marie, neurologo e medico francese (n. 1853)
- 13 aprile - Carlo Scotti, avvocato e politico italiano (n. 1863)
- 14 aprile - Zaharina Dimitrova, medico bulgaro (n. 1873)
- 14 aprile - Niccola Gabiani, storico italiano (n. 1858)
- 15 aprile - William D. Foster, produttore cinematografico e regista statunitense (n. 1884)
- 15 aprile - Anita Hendrie, attrice statunitense (n. 1864)
- 16 aprile - 'Abd al-Hamid Ibn Badis, filosofo algerino (n. 1889)
- 16 aprile - Marian Spoida, calciatore polacco (n. 1901)
- 17 aprile - Katharina Schratt, attrice teatrale austriaca (n. 1853)
- 18 aprile - Herbert Fisher, politico britannico (n. 1865)
- 18 aprile - Kid McCoy, pugile e attore statunitense (n. 1872)
- 20 aprile - Alfred Cort Haddon, antropologo e etnologo britannico (n. 1855)
- 21 aprile - Margaret Fountaine, entomologa inglese (n. 1862)
- 21 aprile - Walter J. Kohler, imprenditore e politico statunitense (n. 1875)
- 21 aprile - Giuseppe Marcozzi, vescovo cattolico italiano (n. 1873)
- 22 aprile - Janina Lewandowska, aviatrice polacca (n. 1908)
- 22 aprile - Albert Maclaren, giocatore di curling canadese (n. 1870)
- 22 aprile - John Manners, IX duca di Rutland, nobile inglese (n. 1886)
- 23 aprile - Ida Carloni Talli, attrice italiana (n. 1869)
- 24 aprile - János Boksay, compositore e presbitero (n. 1874)
- 24 aprile - Fanny Brate, pittrice svedese (n. 1861)
- 24 aprile - Anton Donath, editore tedesco (n. 1857)
- 24 aprile - Konstantin Alekseevič Kalinin, ingegnere sovietico (n. 1889)
- 25 aprile - Wilhelm Dörpfeld, architetto e archeologo tedesco (n. 1853)
- 25 aprile - Victor Farvacques, calciatore francese (n. 1902)
- 25 aprile - Otto Hintze, storico tedesco (n. 1861)
- 26 aprile - Carl Bosch, chimico, ingegnere e imprenditore tedesco (n. 1874)
- 26 aprile - Stanisław Kubista, religioso polacco (n. 1898)
- 27 aprile - Arrigo Fugassa, scrittore italiano (n. 1896)
- 27 aprile - Pavel Georgievič Golovin, aviatore sovietico (n. 1909)
- 27 aprile - Joaquín Mir Trinxet, pittore spagnolo (n. 1873)
- 27 aprile - František Novák, aviatore e militare cecoslovacco (n. 1902)
- 28 aprile - Fernand Fauconnier, ginnasta francese (n. 1890)
- 28 aprile - Luisa Tetrazzini, soprano italiano (n. 1871)
- 29 aprile - Giovanni Ambiveri, imprenditore e filantropo italiano (n. 1857)
- 29 aprile - Edgar Buckingham, fisico, matematico e chimico statunitense (n. 1867)
- 29 aprile - Giuseppe Cellini, pittore e decoratore italiano (n. 1855)
- 29 aprile - Ole Lilloe-Olsen, tiratore a segno norvegese (n. 1883)
- 29 aprile - Josef Pasternack, direttore d'orchestra e compositore polacco (n. 1881)
- 30 aprile - Rosina Galli, ballerina italiana (n. 1892)

## Maggio(61)
- 1º maggio - Arthur Whetsol, trombettista statunitense (n. 1905)
- 2 maggio - Ernest Joyce, esploratore e navigatore britannico (n. 1875)
- 3 maggio - Roderick McKenzie, sociologo canadese (n. 1885)
- 4 maggio - Francesco Paolo Moncada, nobile e politico italiano (n. 1863)
- 4 maggio - Behrendt Pick, numismatico e archeologo tedesco (n. 1861)
- 4 maggio - Giuliano Vanghetti, medico italiano (n. 1861)
- 5 maggio - Edgar Adams, nuotatore, tuffatore e numismatico statunitense (n. 1868)
- 5 maggio - Georg Graf von Arco, fisico e imprenditore tedesco (n. 1869)
- 5 maggio - Giovanni Bagaini, giornalista italiano (n. 1865)
- 6 maggio - Ettore Berti, attore italiano (n. 1870)
- 6 maggio - James Melville Fulton, compositore e direttore di banda statunitense (n. 1873)
- 6 maggio - Ernesto Vassallo, politico e giornalista italiano (n. 1875)
- 7 maggio - George Lansbury, politico britannico (n. 1859)
- 8 maggio - Emil Ehrensberger, chimico tedesco (n. 1858)
- 8 maggio - Dallas M. Fitzgerald, regista, sceneggiatore e produttore cinematografico statunitense (n. 1876)
- 8 maggio - Thomas Lynedoch Graham, politico e giudice sudafricano (n. 1860)
- 8 maggio - Cesare Pascarella, poeta e pittore italiano (n. 1858)
- 8 maggio - Aristide Viale, allenatore di calcio e calciatore italiano (n. 1897)
- 9 maggio - Giuseppe Momo, ingegnere e architetto italiano (n. 1875)
- 10 maggio - Chūjirō Hayashi, medico e militare giapponese (n. 1880)
- 10 maggio - Francis Powers, regista, attore e sceneggiatore statunitense (n. 1865)
- 11 maggio - Gemma Cuniberti, attrice teatrale e commediografa italiana (n. 1872)
- 11 maggio - Guy de Larigaudie, scrittore francese (n. 1908)
- 11 maggio - Vittorio Moschini, politico italiano (n. 1864)
- 12 maggio - Michel D'Hooghe, ciclista su strada belga (n. 1912)
- 12 maggio - Stefan Walczykiewicz, vescovo cattolico polacco (n. 1886)
- 13 maggio - Antonio Pasinetti, pittore italiano (n. 1863)
- 14 maggio - Menno ter Braak, scrittore olandese (n. 1902)
- 14 maggio - Emma Goldman, anarchica, attivista e saggista russa (n. 1869)
- 14 maggio - Edgar du Perron, scrittore olandese (n. 1899)
- 15 maggio - Vincenzo Pasquali, scultore italiano (n. 1871)
- 16 maggio - Otto Dimroth, chimico tedesco (n. 1872)
- 17 maggio - Albino Pella, vescovo cattolico italiano (n. 1865)
- 18 maggio - Jean Dagnaux, militare e aviatore francese (n. 1891)
- 18 maggio - Adolphe Guillaumat, generale francese (n. 1863)
- 19 maggio - Jules Noël, discobolo e pesista francese (n. 1903)
- 20 maggio - Jozef Gregor Tajovský, poeta e scrittore slovacco (n. 1874)
- 20 maggio - Carl Gustaf Verner von Heidenstam, scrittore e poeta svedese (n. 1859)
- 21 maggio - Ervin Mészáros, schermidore ungherese (n. 1877)
- 22 maggio - Luigi Masetti, ciclista italiano (n. 1864)
- 22 maggio - Charles Montagne, calciatore francese (n. 1889)
- 23 maggio - Gaston Billotte, generale francese (n. 1875)
- 23 maggio - René Eucher, calciatore francese (n. 1884)
- 23 maggio - Paul Nizan, scrittore, saggista e filosofo francese (n. 1905)
- 23 maggio - Piero Toscani, pugile italiano (n. 1904)
- 23 maggio - Giuseppe Tusini, medico e politico italiano (n. 1866)
- 24 maggio - Julien Vervaecke, ciclista su strada belga (n. 1899)
- 25 maggio - Joseph De Grasse, regista e attore cinematografico canadese (n. 1873)
- 25 maggio - Marie Krøyer, pittrice e progettista danese (n. 1867)
- 25 maggio - Walter Roper Lawrence, scrittore inglese (n. 1857)
- 26 maggio - Francesco Buonanno, imprenditore, dirigente d'azienda e politico italiano (n. 1858)
- 26 maggio - Guglielmo di Prussia, principe tedesco (n. 1906)
- 27 maggio - Giovanni Silvestri, imprenditore e dirigente d'azienda italiano (n. 1858)
- 28 maggio - Walter Connolly, attore statunitense (n. 1887)
- 28 maggio - Federico Carlo d'Assia-Kassel, sovrano (n. 1868)
- 28 maggio - Josef Meissner, allenatore di calcio cecoslovacco (n. 1886)
- 29 maggio - Andrew Hannah, calciatore scozzese (n. 1864)
- 30 maggio - Leo-Paul Billeter, calciatore svizzero (n. 1913)
- 30 maggio - Nicola Festa, filologo classico, grecista e politico italiano (n. 1866)
- 30 maggio - Mickey MacKay, hockeista su ghiaccio statunitense (n. 1894)
- 31 maggio - Michel Boucheron, rugbista a 15 e allenatore di rugby a 15 francese (n. 1903)

## Giugno(118)
- 1º giugno - Ali Hubert, costumista austriaco (n. 1878)
- 1º giugno - Alfred Loisy, biblista e storico francese (n. 1857)
- 1º giugno - Carlo Maranghi, calciatore e allenatore di calcio italiano (n. 1888)
- 1º giugno - Tullio Porcelli, militare italiano (n. 1914)
- 2 giugno - Platon Michajlovič Keržencev, politico, critico d'arte e diplomatico sovietico (n. 1881)
- 2 giugno - Ladislav Nádaši-Jégé, scrittore e critico letterario slovacco (n. 1866)
- 2 giugno - Luigi Taccheo, pianista e compositore italiano (n. 1849)
- 3 giugno - Otto Neururer, presbitero austriaco (n. 1882)
- 4 giugno - Luigi Gainotti, pittore italiano (n. 1859)
- 4 giugno - Pasquale Libertini, imprenditore e politico italiano (n. 1856)
- 4 giugno - Enrique Mosconi, generale e ingegnere argentino (n. 1877)
- 5 giugno - Jakob Eckert, calciatore tedesco (n. 1916)
- 5 giugno - Arthur Southern, ginnasta britannico (n. 1883)
- 6 giugno - E. E. Clive, attore britannico (n. 1879)
- 6 giugno - Dennis Field, bobbista britannico
- 6 giugno - Giuseppe Malladra, militare e politico italiano (n. 1863)
- 6 giugno - Arthur Zimmermann, politico tedesco (n. 1864)
- 7 giugno - Adolfo Gandino, compositore italiano (n. 1878)
- 7 giugno - James Hall, attore statunitense (n. 1900)
- 7 giugno - Hugh Rodman, ammiraglio statunitense (n. 1859)
- 8 giugno - Guy D'Oyly-Hughes, ufficiale inglese (n. 1891)
- 10 giugno - Wally Dressel, nuotatrice tedesca (n. 1893)
- 10 giugno - Marcus Garvey, sindacalista e scrittore giamaicano (n. 1887)
- 10 giugno - Evasio Montanella, pittore italiano (n. 1878)
- 11 giugno - Eugenio Bergamasco, politico italiano (n. 1858)
- 12 giugno - Yaakov Yehuda Aryeh Leib Frenkel, rabbino e mistico rumeno (n. 1850)
- 12 giugno - William Lashly, esploratore e militare britannico (n. 1867)
- 12 giugno - Girolamo Marcello, militare e politico italiano (n. 1860)
- 12 giugno - Angelo Paolucci, militare italiano (n. 1903)
- 12 giugno - Farnsworth Wright, curatore editoriale statunitense (n. 1888)
- 13 giugno - Alessandro Bascheni, calciatore italiano (n. 1890)
- 13 giugno - Valentino Bobbio, militare e politico italiano (n. 1872)
- 13 giugno - Simone Catalano, ufficiale e aviatore italiano (n. 1905)
- 13 giugno - George Fitzmaurice, regista e produttore cinematografico statunitense (n. 1885)
- 13 giugno - Giuseppe Goracci, militare e aviatore italiano (n. 1917)
- 13 giugno - Wehib Pascià, generale ottomano (n. 1877)
- 14 giugno - Louis Billotey, pittore francese (n. 1883)
- 14 giugno - Augusto De Martino, avvocato e politico italiano (n. 1877)
- 14 giugno - William Edmund Harper, astronomo canadese (n. 1878)
- 14 giugno - Lin Jianzhang, ammiraglio e politico cinese (n. 1874)
- 15 giugno - Giovanni Bonanno, militare e aviatore italiano (n. 1913)
- 15 giugno - Charles H. France, regista, sceneggiatore e attore statunitense (n. 1870)
- 15 giugno - Jacques Mairesse, calciatore francese (n. 1905)
- 15 giugno - Ernst Weiss, scrittore austriaco (n. 1882)
- 16 giugno - Andrej Dmitrievič Archangel'skij, geologo russo (n. 1879)
- 16 giugno - Raffaele Bonanno, militare italiano (n. 1915)
- 16 giugno - Lorenzo D'Avanzo, militare italiano (n. 1890)
- 16 giugno - DuBose Heyward, scrittore e commediografo statunitense (n. 1885)
- 16 giugno - Antonio de Hoyos y Vinent, giornalista e scrittore spagnolo (n. 1885)
- 16 giugno - Vítězslava Kaprálová, compositrice e direttrice d'orchestra cecoslovacca (n. 1915)
- 16 giugno - Vincenzo Mangano, politico italiano (n. 1866)
- 17 giugno - Ugo Botti, marinaio e militare italiano (n. 1903)
- 17 giugno - Michele Fiorino, militare italiano (n. 1912)
- 17 giugno - Arthur Harden, biochimico inglese (n. 1865)
- 17 giugno - Mario Mascia, militare italiano (n. 1917)
- 17 giugno - Leo Olschki, editore italiano (n. 1861)
- 18 giugno - Attilio Marinoni, pilota automobilistico italiano (n. 1892)
- 18 giugno - Maurice Moscovitch, attore statunitense (n. 1871)
- 19 giugno - Ugo Corsi, militare e aviatore italiano (n. 1911)
- 19 giugno - Enrico Leone, economista e giornalista italiano (n. 1875)
- 19 giugno - Lugné-Poe, attore teatrale, regista teatrale e impresario teatrale francese (n. 1869)
- 19 giugno - Fritz Weitzel, politico e generale tedesco (n. 1904)
- 20 giugno - Jehan Alain, compositore e organista francese (n. 1911)
- 20 giugno - Charley Chase, attore e regista statunitense (n. 1893)
- 20 giugno - Michele Macrì, militare italiano (n. 1920)
- 20 giugno - Emma Nevada, soprano statunitense (n. 1859)
- 20 giugno - Carlo Noé, militare italiano (n. 1915)
- 20 giugno - Leopold Schmutzler, pittore ceco (n. 1864)
- 20 giugno - Matthias Zdarsky, sciatore alpino austriaco (n. 1856)
- 21 giugno - Smedley Butler, generale statunitense (n. 1881)
- 21 giugno - Samuel Eyde, ingegnere e imprenditore norvegese (n. 1854)
- 21 giugno - Keshav Baliram Hedgewar, medico e attivista indiano (n. 1889)
- 21 giugno - Janusz Kusociński, mezzofondista polacco (n. 1907)
- 21 giugno - Alberico Marrone, militare italiano (n. 1921)
- 21 giugno - Hendrik Marsman, poeta olandese (n. 1899)
- 21 giugno - Maciej Rataj, politico polacco (n. 1884)
- 21 giugno - Remo Schenoni, militare italiano (n. 1913)
- 21 giugno - Tomasz Stankiewicz, pistard polacco (n. 1902)
- 21 giugno - John Taliaferro Thompson, militare statunitense (n. 1860)
- 21 giugno - Édouard Vuillard, pittore francese (n. 1868)
- 22 giugno - Walter Hasenclever, scrittore e drammaturgo tedesco (n. 1890)
- 22 giugno - Giovanni Ingrao, militare e marinaio italiano (n. 1895)
- 22 giugno - Wladimir Köppen, geografo, botanico e climatologo tedesco (n. 1846)
- 22 giugno - Sestilio Matteocci, militare italiano (n. 1904)
- 22 giugno - Armando Minguzzi, scultore e intagliatore italiano (n. 1884)
- 22 giugno - Pasquale Morganti, scultore e architetto italiano (n. 1861)
- 23 giugno - Nicola Brandi, militare italiano (n. 1918)
- 23 giugno - Mario Lalli, militare italiano (n. 1919)
- 23 giugno - Jean Pontremoli, ingegnere, dirigente d'azienda e ufficiale francese (n. 1902)
- 23 giugno - Tito Sinibaldi, politico e avvocato italiano (n. 1859)
- 24 giugno - Alfred Fowler, astronomo britannico (n. 1868)
- 24 giugno - Guerino Iezza, militare italiano (n. 1913)
- 24 giugno - Joseph Meister, francese (n. 1876)
- 24 giugno - Pietro Venuti, marinaio italiano (n. 1912)
- 25 giugno - Thomas Cooper, calciatore inglese (n. 1904)
- 25 giugno - George Hackathorne, attore statunitense (n. 1896)
- 25 giugno - Wilhelm Stekel, medico, psicologo e psicoanalista austriaco (n. 1868)
- 26 giugno - Ferruccio Ferrari, militare italiano (n. 1917)
- 26 giugno - Giovanni Battista Milani, ingegnere e architetto italiano (n. 1876)
- 27 giugno - Aurel Ballo, pittore slovacco (n. 1871)
- 27 giugno - Lorenzo Bezzi, militare italiano (n. 1906)
- 27 giugno - Arduino Forgiarini, militare italiano (n. 1918)
- 27 giugno - Johannes Kirchner, filologo classico e epigrafista tedesco (n. 1859)
- 27 giugno - Annibale Lovera di Maria, militare italiano (n. 1909)
- 27 giugno - Frederick Merriman, tiratore di fune britannico (n. 1873)
- 27 giugno - Ferdinando Minoia, pilota automobilistico italiano (n. 1884)
- 28 giugno - Lino Balbo, giornalista e politico italiano (n. 1909)
- 28 giugno - Italo Balbo, politico, generale e aviatore italiano (n. 1896)
- 28 giugno - Enrico Baroni, militare italiano (n. 1892)
- 28 giugno - António Ginestal Machado, politico portoghese (n. 1873)
- 28 giugno - Nello Quilici, giornalista e scrittore italiano (n. 1890)
- 29 giugno - Paul Klee, pittore tedesco (n. 1890)
- 29 giugno - Nikolaj Nikolaevič Suchanov, rivoluzionario, economista e giornalista russo (n. 1882)
- 29 giugno - Raymond Unwin, architetto e urbanista britannico (n. 1863)
- 30 giugno - Jean Pierre Berger, militare e aviatore francese (n. 1915)
- 30 giugno - Bertrand Jochaud du Plessix, militare e aviatore francese (n. 1902)
- 30 giugno - Jacques de Vendeuvre, militare e aviatore francese (n. 1912)
- 30 giugno - Robert Weill, militare e aviatore francese (n. 1916)

## Luglio(55)
- 1º luglio - Alexander Toluboff, scenografo russo (n. 1882)
- 1º luglio - Ben Turpin, attore e comico statunitense (n. 1869)
- 2 luglio - Guido Seeber, direttore della fotografia e regista tedesco (n. 1879)
- 2 luglio - Giuseppe Tuntar, politico e giornalista italiano (n. 1882)
- 3 luglio - Carl Einstein, storico dell'arte, scrittore e critico d'arte tedesco (n. 1885)
- 3 luglio - Gino Nais, militare e aviatore italiano (n. 1910)
- 3 luglio - Leonhard Seiderer, allenatore di calcio e calciatore tedesco (n. 1895)
- 3 luglio - Detlof von Winterfeldt, militare e diplomatico tedesco (n. 1867)
- 4 luglio - Armando Di Tullio, aviatore e militare italiano (n. 1913)
- 4 luglio - Sammy Fajarowicz, scacchista tedesco (n. 1908)
- 4 luglio - Agostino Fausti, militare e aviatore italiano (n. 1918)
- 4 luglio - Maria Luisa Larisch-Wallersee, contessa (n. 1858)
- 4 luglio - Ugo Pozza, aviatore e militare italiano (n. 1907)
- 4 luglio - William Robinson, nuotatore britannico (n. 1870)
- 5 luglio - Luca Comerio, direttore della fotografia, regista e produttore cinematografico italiano (n. 1878)
- 5 luglio - Giuseppe Conte, pianista e compositore italiano (n. 1865)
- 7 luglio - Ludovico Limentani, filosofo italiano (n. 1884)
- 8 luglio - Goffredo Franchini, militare e aviatore italiano (n. 1909)
- 9 luglio - Bruno Caleari, militare italiano (n. 1908)
- 9 luglio - Valerio Scarabellotto, ufficiale e aviatore italiano (n. 1905)
- 9 luglio - Gino Vesci, militare e aviatore italiano (n. 1916)
- 10 luglio - Pietro Frugoni, generale italiano (n. 1851)
- 10 luglio - Arthur Holmes Howell, zoologo statunitense (n. 1872)
- 11 luglio - Italo Pacchioni, inventore e fotografo italiano (n. 1872)
- 14 luglio - Mary Grey, nobildonna inglese (n. 1858)
- 14 luglio - William Maxwell, allenatore di calcio e calciatore scozzese (n. 1876)
- 14 luglio - Remigio Pagnotta, politico e faccendiere italiano (n. 1869)
- 15 luglio - Karl Joppich, calciatore tedesco (n. 1908)
- 15 luglio - Enzio Julitta, drammaturgo e politico italiano (n. 1900)
- 15 luglio - Giorgio Mancini, militare e aviatore italiano (n. 1906)
- 15 luglio - Robert Wadlow, showman statunitense (n. 1918)
- 16 luglio - Martial-Pierre-Marie Jannin, vescovo cattolico e missionario francese (n. 1867)
- 16 luglio - Alexander Koenig, zoologo, naturalista e ornitologo tedesco (n. 1858)
- 16 luglio - Vittorio Marcoz, militare italiano (n. 1912)
- 17 luglio - Eugenio Cantoni, poeta e paroliere italiano (n. 1919)
- 17 luglio - Arnaldo Zocchi, scultore italiano (n. 1862)
- 18 luglio - Livio Marbello, militare italiano (n. 1916)
- 18 luglio - Davide Marotti, scacchista italiano (n. 1881)
- 18 luglio - Alberto Pepere, fisiologo, patologo e oncologo italiano (n. 1873)
- 19 luglio - Max Isidor Bodenheimer, avvocato e politico tedesco (n. 1865)
- 19 luglio - Rüstəm Mustafayev, pittore e scenografo azero (n. 1910)
- 19 luglio - José Aníbal Verdaguer y Corominas, vescovo cattolico argentino (n. 1877)
- 20 luglio - Savino Cossidente, militare italiano (n. 1916)
- 21 luglio - Umberto Novaro, militare e marinaio italiano (n. 1891)
- 21 luglio - Ubaldo Scanagatta, generale italiano (n. 1883)
- 22 luglio - Angelo Noseda, politico italiano (n. 1866)
- 22 luglio - Al Young, pugile statunitense (n. 1877)
- 27 luglio - Luciano Molinari, attore, cantante e imitatore italiano (n. 1880)
- 28 luglio - Gyula Kellner, maratoneta ungherese (n. 1871)
- 28 luglio - Gerda Wegener, pittrice, disegnatrice e illustratrice danese (n. 1886)
- 29 luglio - Enrico Ducci, matematico italiano (n. 1864)
- 30 luglio - Ademaro Nicoletti Altimari, ufficiale e aviatore italiano (n. 1903)
- 31 luglio - Antonio Chiodi, militare e aviatore italiano (n. 1907)
- 31 luglio - Elfriede Lohse-Wächtler, pittrice tedesca (n. 1899)
- 31 luglio - Udham Singh, rivoluzionario indiano (n. 1899)

## Agosto(71)
- 1º agosto - Stefano Cagna, generale e aviatore italiano (n. 1901)
- 1º agosto - Hugo Lederer, scultore e architetto tedesco (n. 1871)
- 1º agosto - Gus Meins, regista tedesco (n. 1893)
- 1º agosto - Ida Nomi, allenatrice di pallacanestro italiana (n. 1873)
- 3 agosto - Krishna Raja Wadiyar IV, principe indiano (n. 1884)
- 4 agosto - Ludwig Meyländer genannt Rogalla von Bieberstein, militare tedesco (n. 1873)
- 4 agosto - Vladimir Žabotinskij, politico russo (n. 1880)
- 5 agosto - Frederick Cook, esploratore e medico statunitense (n. 1865)
- 5 agosto - Dmytro Ivanovyč Javornyc'kyj, storico, archeologo e etnografo ucraino (n. 1855)
- 5 agosto - Talbot Mundy, scrittore britannico (n. 1879)
- 7 agosto - T. O'Conor Sloane, curatore editoriale statunitense (n. 1851)
- 8 agosto - Alessandro Bonci, tenore italiano (n. 1870)
- 8 agosto - Johnny Dodds, clarinettista statunitense (n. 1892)
- 8 agosto - Eileen Power, storica britannica (n. 1889)
- 8 agosto - Frank Raad, ginnasta e multiplista statunitense (n. 1879)
- 9 agosto - Chaim Ozer Grodzinski, rabbino e educatore lituano (n. 1863)
- 9 agosto - Walter Law, attore e regista statunitense (n. 1876)
- 9 agosto - Leopold Pamula, aviatore e militare polacco (n. 1898)
- 9 agosto - George MacDonald, numismatico e archeologo britannico (n. 1862)
- 9 agosto - Rudolf Thurneysen, linguista svizzero (n. 1857)
- 10 agosto - Thomas Hughes, insegnante, crickettista e calciatore inglese (n. 1851)
- 11 agosto - Nicolás Rodríguez Carrasco, generale e politico messicano (n. 1890)
- 11 agosto - Donald Cobden, rugbista a 15 e aviatore neozelandese (n. 1914)
- 11 agosto - Tommaso Porcelli, militare italiano (n. 1916)
- 12 agosto - Roberto Biscaretti di Ruffia, imprenditore e politico italiano (n. 1845)
- 12 agosto - Renato Coletta, militare italiano (n. 1914)
- 12 agosto - Nikolai Triik, pittore e grafico estone (n. 1884)
- 13 agosto - Emilio Teglio, matematico italiano (n. 1873)
- 13 agosto - Emma Louisa Turner, ornitologa britannica (n. 1867)
- 13 agosto - Brudenell White, generale australiano (n. 1876)
- 14 agosto - Jindřich Rezek, calciatore boemo (n. 1884)
- 14 agosto - Alois Stoeckl, militare tedesco (n. 1895)
- 15 agosto - Filiberto Dalmazzo, dirigente sportivo italiano (n. 1887)
- 16 agosto - Henri Desgrange, pistard e giornalista francese (n. 1865)
- 16 agosto - Joseph Larichelière, militare canadese (n. 1912)
- 17 agosto - Billy Fiske, bobbista e militare statunitense (n. 1911)
- 17 agosto - Camillo Mussi, hockeista su ghiaccio italiano (n. 1911)
- 17 agosto - Gualtiero Serafino, militare italiano (n. 1919)
- 18 agosto - Walter Chrysler, imprenditore statunitense (n. 1875)
- 18 agosto - Kamal-ol-Molk, pittore iraniano (n. 1848)
- 18 agosto - Horst Tietzen, aviatore tedesco (n. 1912)
- 19 agosto - Ernest Jaspar, architetto belga (n. 1876)
- 19 agosto - Alessandro Tedeschi, chirurgo italiano (n. 1867)
- 20 agosto - Joseph Burtt Davy, botanico inglese (n. 1870)
- 20 agosto - Magdeleine Godard, violinista e docente francese (n. 1860)
- 20 agosto - Giovanni Battista Lucchini, aviatore e militare italiano (n. 1903)
- 20 agosto - Ireneo Moretti, militare e aviatore italiano (n. 1904)
- 20 agosto - George Stevens, attore britannico (n. 1860)
- 21 agosto - Paul Juon, compositore russo (n. 1872)
- 21 agosto - Hermann Obrecht, politico svizzero (n. 1882)
- 21 agosto - Lev Trockij, politico, rivoluzionario e politologo sovietico (n. 1879)
- 22 agosto - Isidro Gomá y Tomás, cardinale e arcivescovo cattolico spagnolo (n. 1869)
- 22 agosto - Oliver Joseph Lodge, fisico britannico (n. 1851)
- 22 agosto - Gerald Strickland, politico maltese (n. 1861)
- 24 agosto - Riccardo Cordiferro, scrittore, poeta e paroliere italiano (n. 1875)
- 24 agosto - Erik Eriksson, nuotatore svedese (n. 1879)
- 24 agosto - Paul Gottlieb Nipkow, inventore tedesco (n. 1860)
- 24 agosto - Manlio Savaré, militare italiano (n. 1885)
- 24 agosto - Vangjel Turtulli, imprenditore e politico albanese (n. 1879)
- 25 agosto - William Bowie, geodeta statunitense (n. 1872)
- 25 agosto - Giovanni d'Orléans, francese (n. 1874)
- 25 agosto - Ettore Martini, generale italiano (n. 1869)
- 25 agosto - Édouard Michelin, imprenditore francese (n. 1859)
- 27 agosto - Luciano Conti, ingegnere italiano (n. 1868)
- 27 agosto - Herbrand Russell, XI duca di Bedford, politico inglese (n. 1858)
- 28 agosto - Giuseppe Fenoglio, calciatore italiano (n. 1908)
- 29 agosto - Arthur De Greef, pianista e compositore belga (n. 1862)
- 29 agosto - Jevhen Petruševyč, politico e avvocato ucraino (n. 1863)
- 30 agosto - Joseph John Thomson, fisico britannico (n. 1856)
- 31 agosto - Raymond Smith Dugan, astronomo statunitense (n. 1878)
- 31 agosto - Ernest Lundeen, politico statunitense (n. 1878)

## Settembre(62)
- 1º settembre - Gregorio Aglipay, presbitero, rivoluzionario e attivista filippino (n. 1860)
- 1º settembre - André Eugène Costilhes, pittore e decoratore francese (n. 1865)
- 1º settembre - John Henry Tilden, medico statunitense (n. 1851)
- 1º settembre - Lillian Wald, infermiera e attivista statunitense (n. 1867)
- 2 settembre - Maude Abbott, medico canadese (n. 1869)
- 2 settembre - Eddie Collins, attore statunitense (n. 1883)
- 2 settembre - Giulio Gatti Casazza, impresario teatrale italiano (n. 1869)
- 4 settembre - Helene Chadwick, attrice statunitense (n. 1897)
- 4 settembre - Angelo Gremo, ciclista su strada italiano (n. 1887)
- 4 settembre - Alfred Kienzle, pallanuotista tedesco (n. 1913)
- 4 settembre - Nagahisa, principe Kitashirakawa, principe e militare giapponese (n. 1910)
- 5 settembre - Eugenie Forde, attrice statunitense (n. 1879)
- 5 settembre - Charles de Broqueville, nobile e politico belga (n. 1860)
- 6 settembre - Phoebus Levene, biochimico lituano (n. 1869)
- 6 settembre - Frédéric Swarts, chimico belga (n. 1866)
- 7 settembre - José Félix Estigarribia, generale e politico paraguaiano (n. 1888)
- 7 settembre - Edmund Rumpler, ingegnere austriaco (n. 1872)
- 8 settembre - Lila Leslie, attrice britannica (n. 1890)
- 8 settembre - Roger Ritoux-Lachaud, militare e aviatore francese (n. 1902)
- 9 settembre - Michele Cagnetta, magistrato e politico italiano (n. 1872)
- 10 settembre - Eriberto Braglia, calciatore italiano (n. 1919)
- 10 settembre - Edward LeSaint, regista, attore e sceneggiatore statunitense (n. 1870)
- 10 settembre - Felice Scandone, giornalista, aviatore e dirigente sportivo italiano (n. 1901)
- 11 settembre - Arthur Carnell, tiratore a segno britannico (n. 1862)
- 13 settembre - Charles Berthelot, calciatore francese (n. 1901)
- 13 settembre - Amin al-Rihani, scrittore libanese (n. 1876)
- 14 settembre - Georgia Coleman, tuffatrice statunitense (n. 1912)
- 15 settembre - Dick Ket, pittore olandese (n. 1902)
- 16 settembre - Julio Castillo, calciatore argentino (n. 1915)
- 16 settembre - Charles Cochrane-Baillie, II barone Lamington, politico scozzese (n. 1860)
- 16 settembre - William Anthony McGuire, commediografo, produttore teatrale e sceneggiatore statunitense (n. 1881)
- 17 settembre - Fortunato Ballerini, dirigente sportivo italiano (n. 1852)
- 17 settembre - Enrico Giammarco, militare italiano (n. 1896)
- 17 settembre - Paul Lecaron, tennista francese (n. 1863)
- 17 settembre - Panas Saksahans'kyj, attore, regista e drammaturgo ucraino (n. 1859)
- 17 settembre - Albert Weber, calciatore tedesco (n. 1888)
- 18 settembre - Christian Jensen, filologo classico e papirologo tedesco (n. 1883)
- 21 settembre - Francis Honeycutt, schermidore statunitense (n. 1883)
- 21 settembre - Mick O'Brien, allenatore di calcio e calciatore irlandese (n. 1893)
- 21 settembre - Jean-Vincent Scheil, religioso e assiriologo francese (n. 1858)
- 21 settembre - Waldemar Wilenius, architetto finlandese (n. 1868)
- 23 settembre - Albert Ehrhard, teologo tedesco (n. 1862)
- 23 settembre - Robert Hichens, marittimo britannico (n. 1882)
- 23 settembre - Bernardina Jabłońska, religiosa polacca (n. 1878)
- 23 settembre - Marcel Van Crombrugge, canottiere belga (n. 1880)
- 24 settembre - Grover Jones, sceneggiatore, regista e scrittore statunitense (n. 1893)
- 24 settembre - Edmund Oskar von Lippmann, chimico e storico della scienza tedesco (n. 1857)
- 25 settembre - Marguerite Clark, attrice statunitense (n. 1883)
- 26 settembre - Walter Benjamin, filosofo e scrittore tedesco (n. 1892)
- 27 settembre - Julián Besteiro, politico spagnolo (n. 1870)
- 27 settembre - Paul Joalland, ufficiale francese (n. 1870)
- 27 settembre - Julius Wagner-Jauregg, medico austriaco (n. 1857)
- 28 settembre - Ernesto Maria Cocca, imprenditore, economista e chimico italiano (n. 1879)
- 28 settembre - Earl Hurd, animatore, regista e fumettista statunitense (n. 1880)
- 29 settembre - Édouard Claparède, psicologo e pedagogista svizzero (n. 1873)
- 29 settembre - Renato Gardini, lottatore italiano (n. 1889)
- 29 settembre - Henry Meige, neurologo francese (n. 1866)
- 30 settembre - Giuseppe Amato Pojero, filosofo italiano (n. 1863)
- 30 settembre - Plinio Codognato, pubblicitario e illustratore italiano (n. 1878)
- 30 settembre - Giulio De Micheli, compositore, violinista e direttore d'orchestra italiano (n. 1889)
- 30 settembre - Robert Hadfield, ingegnere britannico (n. 1858)
- 30 settembre - Luigi Longobardi, italiano (n. 1920)

## Ottobre(65)
- 1º ottobre - Richard Rainer Barker, calciatore inglese (n. 1869)
- 1º ottobre - Michele Faloci Pulignani, presbitero, bibliotecario e storico italiano (n. 1856)
- 2 ottobre - Johan Anker, velista norvegese (n. 1871)
- 2 ottobre - John Maxwell, produttore cinematografico inglese (n. 1877)
- 2 ottobre - Angelina Pirini, educatrice italiana (n. 1922)
- 4 ottobre - Petre Andrei, scienziato, sociologo e filosofo romeno (n. 1891)
- 4 ottobre - Magnus Beck, calciatore danese (n. 1889)
- 4 ottobre - André Deed, attore, regista e sceneggiatore francese (n. 1879)
- 4 ottobre - Gino Peressutti, architetto italiano (n. 1883)
- 5 ottobre - Silvestre Revueltas, compositore, direttore d'orchestra e violinista messicano (n. 1899)
- 6 ottobre - Charles Borgeaud, giurista e storico svizzero (n. 1861)
- 6 ottobre - Christo Kabakčiev, politico, giornalista e storico bulgaro (n. 1878)
- 6 ottobre - Michitarō Komatsubara, generale giapponese (n. 1885)
- 6 ottobre - Fernando Liuzzi, compositore e musicologo italiano (n. 1884)
- 6 ottobre - Antonio Marozzi, agronomo e politico italiano (n. 1869)
- 7 ottobre - Camille Barrère, diplomatico francese (n. 1851)
- 8 ottobre - Jacob Robert Emden, astrofisico, matematico e meteorologo svizzero (n. 1862)
- 9 ottobre - Wilfred Grenfell, medico e missionario inglese (n. 1865)
- 9 ottobre - Angelo Jank, pittore, disegnatore e illustratore tedesco (n. 1868)
- 10 ottobre - Berton Churchill, attore canadese (n. 1876)
- 11 ottobre - Arnold von Biegeleben, militare tedesco (n. 1883)
- 11 ottobre - John Devey, calciatore, crickettista e dirigente sportivo inglese (n. 1866)
- 11 ottobre - Charles Ogle, attore statunitense (n. 1865)
- 11 ottobre - Adolf von Trotha, ammiraglio tedesco (n. 1868)
- 11 ottobre - Vito Volterra, matematico, fisico e politico italiano (n. 1860)
- 12 ottobre - Corrado Del Greco, militare e marinaio italiano (n. 1906)
- 12 ottobre - Ruth Harriet Louise, fotografa statunitense (n. 1903)
- 12 ottobre - Carlo Margottini, militare e marinaio italiano (n. 1899)
- 12 ottobre - Tom Mix, attore cinematografico e regista statunitense (n. 1880)
- 12 ottobre - Mario Ruta, militare e marinaio italiano (n. 1911)
- 12 ottobre - Ignazio Zanini, aviatore e militare italiano (n. 1916)
- 13 ottobre - Alberto De Marinis Stendardo di Ricigliano, generale e politico italiano (n. 1868)
- 13 ottobre - Ville Vallgren, scultore finlandese (n. 1855)
- 14 ottobre - Gino Arias, economista e politico italiano (n. 1879)
- 14 ottobre - Romanework Haile Selassie, principessa etiope (n. 1913)
- 14 ottobre - Diana Karenne, attrice, regista cinematografica e sceneggiatrice polacca (n. 1888)
- 14 ottobre - Heinrich Kayser, fisico tedesco (n. 1853)
- 14 ottobre - Charles Hesterman Merz, ingegnere britannico (n. 1874)
- 14 ottobre - Helen Simpson, scrittrice, drammaturga e biografa australiana (n. 1897)
- 15 ottobre - Mario Ciliberto, ufficiale italiano (n. 1904)
- 15 ottobre - Lluís Companys i Jover, politico e avvocato spagnolo (n. 1882)
- 15 ottobre - Hans Luber, tuffatore tedesco (n. 1893)
- 17 ottobre - Abele Ajello, chirurgo e patologo italiano (n. 1859)
- 17 ottobre - George Davis, giocatore di baseball e allenatore di baseball statunitense (n. 1870)
- 17 ottobre - Franz Joseph Dölger, teologo e storico tedesco (n. 1879)
- 17 ottobre - Florence Scovel Shinn, illustratrice e scrittrice statunitense (n. 1871)
- 18 ottobre - Alberto Conti, matematico italiano (n. 1873)
- 19 ottobre - Umberto Caligaris, calciatore e allenatore di calcio italiano (n. 1901)
- 19 ottobre - Emilio Comici, alpinista italiano (n. 1901)
- 20 ottobre - Gunnar Asplund, architetto svedese (n. 1885)
- 21 ottobre - Costantino Borsini, militare italiano (n. 1906)
- 21 ottobre - Vincenzo Ciaravolo, militare italiano (n. 1919)
- 23 ottobre - Ignacio Antinori, mafioso italiano (n. 1885)
- 23 ottobre - George Bruce Cortelyou, politico statunitense (n. 1862)
- 24 ottobre - Pierre-Ernest Weiss, fisico francese (n. 1865)
- 25 ottobre - Giuseppe Cantù, militare e politico italiano (n. 1873)
- 26 ottobre - Julius Thomson, canottiere canadese (n. 1882)
- 28 ottobre - Felice La Sala, militare italiano (n. 1919)
- 28 ottobre - Michail Nikolaevič Loginov, ingegnere e progettista sovietico (n. 1903)
- 28 ottobre - Scipione Scipioni, militare italiano (n. 1867)
- 29 ottobre - Celestino Endrici, arcivescovo cattolico italiano (n. 1866)
- 29 ottobre - Phan Bội Châu, rivoluzionario e patriota vietnamita (n. 1867)
- 31 ottobre - John Renshaw Carson, scienziato statunitense (n. 1886)
- 31 ottobre - Edward Glover, astista statunitense (n. 1885)
- 31 ottobre - Robert Williame, militare e aviatore francese (n. 1911)

## Novembre(86)
- 1º novembre - Carl Lucas Alsberg, chimico e biologo statunitense (n. 1877)
- 1º novembre - Vittorio Putti, medico e chirurgo italiano (n. 1880)
- 2 novembre - Big Nose Kate, ungherese (n. 1850)
- 3 novembre - Manuel Azaña Díaz, politico spagnolo (n. 1880)
- 3 novembre - Lewis Hine, sociologo e fotografo statunitense (n. 1874)
- 3 novembre - Robert B. Owens, ingegnere statunitense (n. 1870)
- 4 novembre - Arthur Rostron, comandante marittimo e militare britannico (n. 1869)
- 5 novembre - Edward Fegen, militare inglese (n. 1891)
- 6 novembre - Luigi Magliani, militare italiano (n. 1914)
- 6 novembre - Leopoldo Moggi, militare e aviatore italiano (n. 1918)
- 6 novembre - Francesco Savini, storico, archeologo e bibliografo italiano (n. 1846)
- 7 novembre - Bernardo Barbiellini Amidei, politico italiano (n. 1896)
- 7 novembre - Giovanni Antonio Colonna di Cesarò, nobile e politico italiano (n. 1878)
- 7 novembre - Adalgiso Ferrucci, militare italiano (n. 1891)
- 8 novembre - Evandro Chagas, radiologo e cardiologo brasiliano (n. 1905)
- 8 novembre - Arthur Vierendeel, ingegnere belga (n. 1852)
- 9 novembre - Neville Chamberlain, politico inglese (n. 1869)
- 9 novembre - André Jacob, militare e aviatore francese (n. 1909)
- 9 novembre - Joâo Turolla, ufficiale italiano (n. 1915)
- 11 novembre - Arvīds Bārda, calciatore lettone (n. 1901)
- 11 novembre - Silvio Di Giacomo, militare italiano (n. 1915)
- 11 novembre - Carlos Larronde, poeta, drammaturgo e giornalista francese (n. 1888)
- 11 novembre - Pier Antonio Poggi, militare e politico italiano (n. 1908)
- 11 novembre - Frank William Taussig, economista statunitense (n. 1859)
- 11 novembre - Karel Frederik Wenckebach, cardiologo olandese (n. 1864)
- 13 novembre - Federico Enrico di Prussia, principe e ufficiale prussiano (n. 1874)
- 13 novembre - Léon Lecornu, ingegnere e fisico francese (n. 1854)
- 14 novembre - Edmondo Buccarelli, militare e patriota italiano (n. 1914)
- 14 novembre - Eugenio Frate, militare italiano (n. 1915)
- 14 novembre - Pasquale Santilli, militare italiano (n. 1899)
- 14 novembre - Francesco Spinucci, militare italiano (n. 1915)
- 14 novembre - Ernesto Trevisi, militare e aviatore italiano (n. 1919)
- 15 novembre - Aldo Cagnoli, calciatore italiano (n. 1897)
- 16 novembre - Albert Engström, disegnatore e scrittore svedese (n. 1869)
- 16 novembre - Aldo Fiorini, militare italiano (n. 1916)
- 16 novembre - Heinz Reichert, librettista austriaco (n. 1877)
- 17 novembre - Sylvia Ashton, attrice statunitense (n. 1880)
- 17 novembre - Antonio Di Napoli, militare italiano (n. 1913)
- 17 novembre - Eric Gill, designer inglese (n. 1882)
- 17 novembre - Franco Sampietro, militare italiano (n. 1917)
- 18 novembre - Alessandro Caselli, militare e aviatore italiano (n. 1920)
- 18 novembre - Mario Fascetti, militare italiano (n. 1896)
- 18 novembre - Luigi Zacco, militare italiano (n. 1890)
- 19 novembre - Bob Glendenning, allenatore di calcio e calciatore inglese (n. 1888)
- 19 novembre - Giuseppe Locatelli, militare italiano (n. 1914)
- 19 novembre - Antonio Monaco, militare italiano
- 20 novembre - Guido Alfani, sismologo e religioso italiano (n. 1876)
- 20 novembre - Harriot Eaton Blatch, scrittrice statunitense (n. 1856)
- 20 novembre - Arturo Bocchini, prefetto e politico italiano (n. 1880)
- 20 novembre - Tim Coleman, calciatore inglese (n. 1881)
- 20 novembre - Louis Marie Cordonnier, architetto francese (n. 1854)
- 20 novembre - Robert Lane, calciatore canadese (n. 1882)
- 21 novembre - Loris Annibaldi, medico e militare italiano (n. 1912)
- 21 novembre - Filiberto Barreca, militare italiano (n. 1918)
- 21 novembre - Antonio Broussard, militare italiano (n. 1920)
- 21 novembre - Gjanaj Rahman, militare italiano (n. 1907)
- 22 novembre - George Marston, artista e esploratore britannico (n. 1882)
- 24 novembre - Gino Aldi Mai, avvocato e politico italiano (n. 1877)
- 24 novembre - Angelo Cosmano, militare italiano (n. 1878)
- 24 novembre - Luigi Alberto Fumi, militare italiano (n. 1919)
- 24 novembre - Janne Lundblad, cavaliere svedese (n. 1877)
- 24 novembre - Giuseppe Russi, filantropo italiano (n. 1867)
- 24 novembre - Saionji Kinmochi, politico giapponese (n. 1849)
- 25 novembre - Bernardino Biagini, militare italiano (n. 1898)
- 25 novembre - Gaspare Bona, dirigente d'azienda, pilota automobilistico e aviatore italiano (n. 1895)
- 25 novembre - Marcel Granet, sociologo, storico delle religioni e sinologo francese (n. 1884)
- 26 novembre - Gheorghe Argeșanu, politico e generale rumeno (n. 1883)
- 26 novembre - Harold Harmsworth, editore, giornalista e nobile britannico (n. 1868)
- 26 novembre - Mario Musco, militare italiano (n. 1912)
- 27 novembre - Arnolfo Bacotich, storico e giornalista italiano (n. 1875)
- 27 novembre - Italo Gherardini, ufficiale e aviatore italiano (n. 1915)
- 27 novembre - Henri Guillaumet, militare e aviatore francese (n. 1902)
- 27 novembre - Nicolae Iorga, storico, politico e museologo rumeno (n. 1871)
- 27 novembre - Nicola Magaldi, ufficiale e aviatore italiano (n. 1911)
- 28 novembre - Luigi Falchi, scrittore, poeta e giornalista italiano (n. 1873)
- 28 novembre - Giorgio Graffer, ufficiale, aviatore e alpinista italiano (n. 1912)
- 28 novembre - Craven Hohler, schermidore britannico (n. 1907)
- 28 novembre - Jesse Livermore, economista statunitense (n. 1877)
- 28 novembre - Emilio Pizzi, musicista e compositore italiano (n. 1861)
- 28 novembre - Helmut Wick, aviatore tedesco (n. 1915)
- 29 novembre - Bonaventura Bassegoda i Amigó, scrittore e architetto spagnolo (n. 1862)
- 29 novembre - Hans Bernhardt, pistard tedesco (n. 1909)
- 29 novembre - Giulio Campastro, ciclista su strada italiano (n. 1909)
- 29 novembre - Vasco Peloni, militare italiano (n. 1917)
- 30 novembre - Federico Enrico, militare italiano (n. 1909)
- 30 novembre - George Brinton McClellan, politico e storico statunitense (n. 1865)

## Dicembre(101)
- 1º dicembre - Charles Richman, attore statunitense (n. 1865)
- 1º dicembre - Felice Trizio, militare italiano (n. 1889)
- 2 dicembre - Leonardo Gallucci, militare italiano (n. 1911)
- 2 dicembre - Federico Kiesow, psicologo tedesco (n. 1858)
- 2 dicembre - Michele Milano, militare e aviatore italiano (n. 1910)
- 2 dicembre - Corrado Valentini, militare italiano (n. 1901)
- 3 dicembre - Ugo Ceseri, attore italiano (n. 1893)
- 3 dicembre - C. Henry Gordon, attore statunitense (n. 1883)
- 4 dicembre - Carl Poppe, calciatore norvegese (n. 1894)
- 5 dicembre - Jan Kubelík, violinista e compositore ceco (n. 1880)
- 5 dicembre - Wilfred Lucas, attore, regista e sceneggiatore canadese (n. 1871)
- 6 dicembre - Alberto Crispo Cappai, generale italiano (n. 1851)
- 7 dicembre - Cecil Forsyth, compositore, violista e musicologo inglese (n. 1870)
- 7 dicembre - Jack Lambert, calciatore inglese (n. 1902)
- 7 dicembre - Aldo Pellegrini, generale e aviatore italiano (n. 1888)
- 7 dicembre - Pietro Pintor, generale italiano (n. 1880)
- 7 dicembre - Paul Ferdinand Schilder, psicologo austriaco (n. 1886)
- 8 dicembre - Michelangelo Pappalardi, politico italiano (n. 1895)
- 8 dicembre - Rodolfo Psaro, militare italiano (n. 1892)
- 9 dicembre - Giovanni di Castri, militare italiano (n. 1910)
- 9 dicembre - Luigi Gallo, militare italiano (n. 1915)
- 9 dicembre - Pietro Maletti, generale italiano (n. 1880)
- 9 dicembre - Gladwyn Kingsley Noble, zoologo statunitense (n. 1894)
- 9 dicembre - Guido Pallotta, militare italiano (n. 1901)
- 9 dicembre - Enrico Ricci, militare e politico italiano (n. 1891)
- 9 dicembre - Sergio Sartof, ufficiale e aviatore italiano (n. 1913)
- 10 dicembre - William V. Mong, attore, regista e sceneggiatore statunitense (n. 1875)
- 10 dicembre - María Emilia Riquelme y Zayas, religiosa spagnola (n. 1847)
- 10 dicembre - Gianna Terribili-Gonzales, attrice italiana (n. 1882)
- 11 dicembre - Charles Barrois, attore e regista francese (n. 1890)
- 11 dicembre - J. Harold Murray, baritono e attore statunitense (n. 1891)
- 12 dicembre - Antonio Ferrigno, pittore italiano (n. 1863)
- 12 dicembre - Philip Kerr, XI marchese di Lothian, diplomatico scozzese (n. 1882)
- 13 dicembre - Loris Bulgarelli, aviatore e militare italiano (n. 1909)
- 13 dicembre - Manuel de Escandón, giocatore di polo messicano (n. 1857)
- 13 dicembre - František Hojer, calciatore cecoslovacco (n. 1896)
- 14 dicembre - Pietro Cogliolo, avvocato, giurista e politico italiano (n. 1859)
- 14 dicembre - Mario Francescatto, militare italiano (n. 1915)
- 14 dicembre - Marie Knitschke, scrittrice austriaca (n. 1857)
- 14 dicembre - Anton Korošec, gesuita e politico sloveno (n. 1872)
- 14 dicembre - Maria di Grecia, principessa greca (n. 1876)
- 14 dicembre - Giorgio Moccheggiani, militare e aviatore italiano (n. 1917)
- 15 dicembre - François Drogou, militare francese (n. 1904)
- 15 dicembre - Blanche Marchesi, mezzosoprano francese (n. 1863)
- 15 dicembre - Guy Pérotin, militare francese (n. 1920)
- 15 dicembre - Paul Rimbaud, militare francese (n. 1906)
- 15 dicembre - Jacques Sevestre, militare francese (n. 1908)
- 15 dicembre - Joseph Vergos, militare francese (n. 1911)
- 15 dicembre - Alfred Young, matematico britannico (n. 1873)
- 16 dicembre - Mario Aramu, militare e aviatore italiano (n. 1900)
- 16 dicembre - Juan Carreño, calciatore messicano (n. 1909)
- 16 dicembre - Jacques Dodelier, militare e aviatore francese (n. 1903)
- 16 dicembre - Eugène Dubois, antropologo olandese (n. 1858)
- 16 dicembre - Victor Hugo Girolami, militare e aviatore italiano (n. 1910)
- 16 dicembre - Guglielmo Grandjacquet, aviatore e ufficiale italiano (n. 1897)
- 16 dicembre - Billy Hamilton, giocatore di baseball statunitense (n. 1866)
- 16 dicembre - Maggio Ronchey, militare italiano (n. 1905)
- 17 dicembre - Alicia Boole, matematica irlandese (n. 1860)
- 17 dicembre - Xhaferr Ypi, politico albanese (n. 1880)
- 18 dicembre - Gé Bohlander, pallanuotista olandese (n. 1895)
- 18 dicembre - Pietro D'Achiardi, storico dell'arte, critico d'arte e pittore italiano (n. 1879)
- 18 dicembre - Michał Piaszczyński, presbitero polacco (n. 1885)
- 19 dicembre - Giulio Alessio, economista e politico italiano (n. 1853)
- 19 dicembre - Hendrik Christian Andersen, scultore, pittore e urbanista statunitense (n. 1872)
- 19 dicembre - Francesco Coletti, economista e statistico italiano (n. 1866)
- 19 dicembre - Kyösti Kallio, politico finlandese (n. 1873)
- 20 dicembre - Sarita Colonia, peruviana (n. 1914)
- 20 dicembre - Manie Maritz, generale britannico (n. 1876)
- 21 dicembre - Sesto Bisogni, politico italiano (n. 1885)
- 21 dicembre - Andrea Brezzi, militare e aviatore italiano (n. 1891)
- 21 dicembre - Francis Scott Fitzgerald, scrittore e sceneggiatore statunitense (n. 1896)
- 22 dicembre - Mario Castagneri, fotografo e restauratore italiano (n. 1892)
- 22 dicembre - D'Arcy McCrea, tennista e chirurgo irlandese (n. 1896)
- 22 dicembre - Enrico Nani, baritono italiano (n. 1872)
- 22 dicembre - Luigi Segato, generale italiano (n. 1856)
- 22 dicembre - Nathanael West, scrittore statunitense (n. 1903)
- 23 dicembre - Giuseppe Majorana, economista, statistico e politico italiano (n. 1863)
- 23 dicembre - Filipp Andreevič Maljavin, pittore russo (n. 1869)
- 23 dicembre - Bruno Ranieri, militare italiano (n. 1915)
- 23 dicembre - Otto Silber, calciatore estone (n. 1893)
- 24 dicembre - Corrado Benini, militare italiano (n. 1908)
- 24 dicembre - Giorgio Emo di Capodilista, militare e politico italiano (n. 1864)
- 24 dicembre - Harry McRae Webster, regista, sceneggiatore e produttore cinematografico statunitense (n. 1872)
- 24 dicembre - Annibale Pagliarin, militare italiano (n. 1916)
- 25 dicembre - Agnes Ayres, attrice statunitense (n. 1898)
- 26 dicembre - Carlo Besta, neurologo italiano (n. 1876)
- 26 dicembre - Guido Bobba, militare e aviatore italiano (n. 1914)
- 26 dicembre - Lucien Louis Daniel, botanico francese (n. 1856)
- 26 dicembre - Daniel Frohman, produttore teatrale statunitense (n. 1871)
- 27 dicembre - Corinto Bellotti, militare e aviatore italiano (n. 1911)
- 27 dicembre - Augusto Ducrey, dermatologo, batteriologo e virologo italiano (n. 1860)
- 27 dicembre - Edoardo Giretti, economista e politico italiano (n. 1864)
- 27 dicembre - Louis Hayet, pittore francese (n. 1864)
- 27 dicembre - Umed Singh II, principe indiano (n. 1873)
- 28 dicembre - Aldo Zanotta, militare italiano (n. 1903)
- 29 dicembre - Hanna Pauli, pittrice svedese (n. 1864)
- 29 dicembre - Claudius Regaud, medico e biologo francese (n. 1870)
- 30 dicembre - Francesco Confalonieri, militare italiano (n. 1896)
- 30 dicembre - Gjergj Fishta, poeta, politico e traduttore albanese (n. 1871)
- 30 dicembre - Rufus McCain, criminale statunitense (n. 1903)
- 31 dicembre - Xiao Youmei, compositore e educatore cinese (n. 1884)

## Senza giorno specificato(105)
- Karimeh Abbud, fotografa palestinese (n. 1893)
- Vladimír Ankrt, pallanuotista cecoslovacco (n. 1902)
- Émile Argand, geologo svizzero (n. 1879)
- Alexander Atabekian, anarchico armeno (n. 1868)
- Giovanni Badaracco, tenore italiano (n. 1865)
- Claudio Baglietto, filosofo italiano (n. 1908)
- Suleiman Baruni, personalità religiosa, condottiero e pubblicista berbero (n. 1872)
- Domenico Bassi, religioso e pedagogista italiano (n. 1875)
- Lorenzo Basso, ingegnere e architetto italiano (n. 1880)
- Alessandro Battaglia, pittore italiano (n. 1870)
- Adolfo Bava, generale italiano (n. 1864)
- Carlo Bedolini, architetto italiano (n. 1877)
- Luigi Bellini Carnesali, giornalista e politico italiano (n. 1870)
- Umberto Bellotto, artigiano italiano (n. 1882)
- Wacław Berent, scrittore polacco (n. 1873)
- Ernesto Besenzanica, imprenditore e ingegnere italiano (n. 1864)
- Leone Bolaffio, giurista italiano (n. 1848)
- Olga Boznańska, pittrice polacca (n. 1865)
- Eugène Brillié, ingegnere francese (n. 1863)
- Mario Bruzzone, velista italiano (n. 1887)
- Waldemar Christofer Brøgger, geologo norvegese (n. 1851)
- Harry Burton, egittologo e fotografo britannico (n. 1879)
- Nino Busetto, pittore, illustratore e incisore italiano (n. 1877)
- Luigi Cadorin, militare italiano (n. 1895)
- Innocente Cantinotti, pittore italiano (n. 1877)
- Salvatore Capezio, imprenditore italiano (n. 1871)
- Giuseppe Cavagnari, giornalista, poeta e scrittore italiano (n. 1862)
- Ugo Ceccarelli, pentatleta italiano (n. 1911)
- Lorenzo Cecchi, pittore e architetto italiano (n. 1864)
- Robert Coat, calciatore francese (n. 1900)
- Angelo Colombo, calciatore italiano (n. 1899)
- Mario Della Foglia, pittore italiano (n. 1893)
- Tom Dennis, giocatore di snooker inglese (n. 1882)
- Agnieszka Dowbor-Muśnicka, partigiana polacca (n. 1919)
- Osman Nuri Eralp, biologo e veterinario turco (n. 1876)
- Fritz Erler, pittore, grafico e scenografo tedesco (n. 1868)
- Anna Errera, scrittrice italiana (n. 1870)
- Pietro Farini, politico italiano (n. 1862)
- Augusto Frullani, pallonista italiano (n. 1858)
- Tito Galla, avvocato, politico e antifascista italiano (n. 1881)
- Gamba di Legno, condottiero nativo americano (n. 1858)
- Carl Grossberg, pittore tedesco (n. 1894)
- Stanisław Haller de Hallenburg, generale polacco (n. 1872)
- William Howard Hay, medico statunitense (n. 1866)
- Victor Hollaender, pianista, direttore d'orchestra e compositore tedesco (n. 1866)
- Sidney Hunt, disegnatore, pittore e poeta inglese (n. 1896)
- Zdzisław Kawecki, cavaliere polacco (n. 1902)
- Michail Efimovič Kol'cov, scrittore russo (n. 1898)
- Nikolaj Konstantinovič Kol'cov, biologo russo (n. 1872)
- Giuseppe La Puma, baritono italiano (n. 1870)
- Domenico Lanza, avvocato e naturalista italiano (n. 1868)
- Henri Lavedan, scrittore, commediografo e giornalista francese (n. 1859)
- Alfred Lesbros, pittore francese (n. 1873)
- Adolph Lestina, attore statunitense (n. 1861)
- Augustus Edward Hough Love, fisico britannico (n. 1863)
- Moishe Lowcki, scacchista polacco (n. 1881)
- Adamo Lucchesi, esploratore italiano (n. 1855)
- Ma Gui, insegnante cinese (n. 1853)
- Giuseppe Magrini, fotografo italiano (n. 1868)
- Theodore Makridi Bey, archeologo e grecista turco (n. 1872)
- Jean Hippolyte Marchand, pittore, incisore e illustratore francese (n. 1883)
- André Martin-Legeay, tennista francese (n. 1906)
- Frank Mobley, calciatore inglese (n. 1868)
- Willi Münzenberg, politico tedesco (n. 1889)
- Hector Nava, pittore argentino (n. 1873)
- Mary Hutcheson Page, attivista statunitense (n. 1860)
- Perciuhi Partizpanian-Barseghian, pedagoga e scrittrice armena (n. 1886)
- Giovanni Pinza, archeologo italiano (n. 1872)
- Giuseppe Pipitone Federico, scrittore e giornalista italiano (n. 1860)
- Felix Plaut, psichiatra tedesco (n. 1877)
- Konstanty Plisowski, generale polacco (n. 1890)
- Pilade Pollazzi, scrittore italiano (n. 1852)
- Franciszek Polniaszek, militare polacco (n. 1891)
- Stefan Pospichal, calciatore cecoslovacco (n. 1910)
- Dawid Przepiórka, scacchista e compositore di scacchi polacco (n. 1880)
- Elisa Rigutini Bulle, pittrice italiana (n. 1858)
- Antonio Rizzi, pittore italiano (n. 1869)
- Ezio Roscitano, scultore italiano (n. 1889)
- Luigi Rossi Morelli, baritono italiano (n. 1887)
- Saint-Pol-Roux, poeta francese (n. 1861)
- Ana Carmona Ruíz, calciatrice spagnola (n. 1908)
- Mario Salvini, scultore e imprenditore italiano (n. 1863)
- Maria Savi-Lopez, scrittrice e poetessa italiana (n. 1846)
- Irene Scodnik, scrittrice e patriota italiana (n. 1850)
- Alfonso Sellaroli, orologiaio italiano (n. 1855)
- Abd al-Rahman Shahbandar, politico siriano (n. 1880)
- Walter Shaw Sparrow, scrittore britannico (n. 1862)
- Leonard Skierski, generale polacco (n. 1866)
- Leopold Skulski, politico polacco (n. 1878)
- Enrico Spelta, pittore italiano (n. 1853)
- Harry Stafford, calciatore inglese (n. 1869)
- Francesco Stella, pittore, scenografo e decoratore italiano (n. 1862)
- Eduard Stettler, giurista e esperantista svizzero (n. 1880)
- Rafael Suvanto, astronomo finlandese
- Wiktor Thommée, generale polacco (n. 1891)
- Stefania Turr, giornalista e scrittrice italiana (n. 1885)
- Giovanni Vacchetta, disegnatore italiano (n. 1863)
- Enrico Vismara, imprenditore e politico italiano (n. 1873)
- Friedrich Emil Welti, imprenditore e mecenate svizzero (n. 1857)
- Frederick James Eugene Woodbridge, filosofo, insegnante e saggista statunitense (n. 1867)
- Luisa Zeni, agente segreta e scrittrice italiana (n. 1896)
- Zhang Zhaodong, insegnante cinese (n. 1865)
- Jacques-Arsène d'Arsonval, biofisico e fisiologo francese (n. 1851)
- Otto von Greyerz, drammaturgo svizzero (n. 1863)
- Kazimierz Łukoski, generale polacco (n. 1890)